# Hofdraak
Hofdraak is een Belgisch bier van hoge gisting.
Het bier wordt sinds 2006 gebrouwen in ‘t Hofbrouwerijke te Beerzel. Het is een donkerbruin bier met een alcoholpercentage van 6,2%.